# 吉野裕子
吉野 裕子（よしの ひろこ、1916年10月5日 - 2008年4月18日）は、日本の民俗学者。

## 来歴
東京都に赤池濃の三女として生まれる。1934年女子学習院本科を卒業し、1936年に同院高等科を卒業。1942年『風のさそひ』を上梓。専業主婦となるが、日本舞踊を習っていたことから民俗学に関心をもち、1954年津田塾大学卒業、1970年著書『扇』を刊行、1977年「陰陽五行思想から見た日本の祭」により東京教育大学文学博士の学位を授与される。在野の学者として著書多数。全集全12巻がある。
2008年4月18日、心不全のため死去。

## 著書
- 『風のさそひ』雄山閣 1942
- 『扇 「性」と古代信仰の秘密を物語る「扇」の謎』学生社 1970
- 『祭りの原理』慶友社 1972
- 『日本古代呪術 陰陽五行と日本原始信仰』大和書房 1974 のち講談社学術文庫
- 『隠された神々 古代信仰と陰陽五行』講談社現代新書 1975
- 『陰陽五行思想からみた日本の祭 伊勢神宮祭祀・大嘗祭を中心として』弘文堂 1978
- 『蛇 日本の蛇信仰』法政大学出版局〈ものと人間の文化史〉 1979 のち講談社学術文庫
- 『狐 陰陽五行と稲荷信仰』法政大学出版局〈ものと人間の文化史〉 1980
- 『日本人の死生観 蛇信仰の視座から』講談社現代新書 1982
- 『陰陽五行と日本の民俗』人文書院 1983
- 『易と日本の祭祀 神道への一視点』人文書院 1984
- 『陰陽五行と童児祭祀』人文書院 1986
- 『大嘗祭 天皇即位式の構造』弘文堂 1987 のち講談社学術文庫（改題『天皇の祭り』）
- 『持統天皇 日本古代帝王の呪術』人文書院 1988
- 『山の神 易・五行と日本の原始蛇信仰』人文書院 1989
- 『神々の誕生 易・五行と日本の神々』岩波書店 1990 のち同時代ライブラリー
- 『五行循環』人文書院 1992
- 『十二支 易・五行と日本の民俗』人文書院 1994
- 『ダルマの民俗学 陰陽五行から解く』岩波新書 1995
- 『陰陽五行と日本の天皇』人文書院 1998
- 『易・五行と源氏の世界』人文書院 1999
- 『カミナリさまはなぜヘソをねらうのか』サンマーク出版 2000
- 『陰陽五行と日本の文化 宇宙の法則で秘められた謎を解く』大和書房 2003
- 『古代日本の女性天皇』人文書院 2005
- 『吉野裕子全集』全12巻 人文書院 2007 - 2008

1. 「扇／祭りの原理」（2007年1月）
2. 「日本古代呪術／隠された神々」（2007年2月）
3. 「陰陽五行思想からみた日本の祭り」（2007年4月）
4. 「蛇／狐」（2007年5月）
5. 「日本人死生観／陰陽五行と日本の民俗」（2007年7月）
6. 「易と日本の祭祀／陰陽五行と童児祭祀」（2007年8月）
7. 「大嘗祭／持統天皇」（2007年9月）
8. 「山の神／神々の誕生」（2007年10月）
9. 「五行循環／十二支」（2007年11月）
10. 「ダルマの民俗学／陰陽五行と日本の天皇」（2007年12月）
11. 「易・五行と源氏の世界／陰陽五行と日本の文化／雑纂」（2008年3月）
12. 「古代日本の女性天皇」（2008年6月）

- 『日本人の死生観』河出文庫 2015